# Klaus Ebner
Klaus Ebner (Vienna, 8 agosto 1964) è uno scrittore, saggista, poeta e traduttore austriaco.
Scrive prosa (narrativa e saggi) in tedesco, e poesie in tedesco e in catalano.

## Biografia
Durante gli studi di filologia romanza e tedesca e di traduttologia negli anni 80 del secolo scorso all'università di Vienna lavorava per una rivista letteraria. Dopodiché cominciò varie attività professionali, come la traduzione, l'insegnamento di lingue straniere e la gestione di progetti informatici. Negli anni 90 scrisse articoli specializzati e libri su temi di software e di reti informatiche.
Dopo la scuola incominciò a scrivere brevi testi narrativi, poesie e radiodrammi, che venivano pubblicate soprattutto sulle riviste letterarie e culturali. Klaus Ebner è narratore, saggista e poeta. Una parte delle poesie viene scritta in lingua catalana.
Ebner scrive sulle società multiculturali, le mentalità differenti, le lingue, le etnie e le credenze. Al Premio Internazionale di Poesia Nosside fu menzionato la poesia uomo di carta. La giuria parlava di una "tristezza metropolitana", e poi: "Sullo stesso piano di immediata partecipazione si pone l'uomo di carta di Klaus Ebner, che ha come pasto la solitudine e come ornamento un'illusa speranza". Ecco il poema e la sua traduzione italiana:
| Tedesco | Traduzione italiana per Tatiana Vavachin |
| --- | --- |
| ein Zettler krank vergessen ganz im Suff die Wagenräder sperren zäh sein Mahl besteht aus Einsamkeit garniert mit Sehnsucht nach Vergangenem betört von lauten Rufen Hoffnung wie vor langem sie verlosch | le ruote bloccano maldestramente un uomo di carta e ammalato abbandonato nell'ubriachezza il suo pasto è la solitudine il suo ornamento è la speranza bramosa per il passato illusa dalle grida di tuono che tempo fa morì |

All'inizio del 2008 Klaus Ebner ricevette il premio letterario Wiener Werkstattpreis 2007. La narrazione vincitrice Der Flügel Last (Il peso delle ali) descrive i giorni nell'ospedale di una ragazza di sette anni malata di cancro. Lo stile narrativo si avvicina alla prospettiva della fanciulla. Il saggio vincitore Was blieb vom Weißen Ritter? (Che cosa rimase del cavaliere bianco?) introduce nel romanzo medievale Tirant lo Blanch dello scrittore valenziano Joanot Martorell; qui, l'autore ha mescolato la sua propria esperienza di lettore con fatti storici e filologici.
L'autore vive e lavora a Vienna ed è membro della Grazer Autorinnen Autorenversammlung (GAV) e del Österreichischer Schriftstellerverband (ÖSV).

## Premi e riconoscimenti
- 2014 Premi de Poesia Parc Taulí[8].
- 2010 Secondo Premio di Prosa Corta dell'Associazione Austriaca di Scrittori ÖSV[9].
- 2008 Borse di sostegno per la letteratura dal Governo Austriaco[10].
- 2007 Wiener Werkstattpreis: premio principale (Vienna)[11].
- 2007 Premio Internazionale di Poesia Nosside (Reggio Calabria): Menzione[12].
- 2007 Borsa di sostegno da Viaggio dal Governo Austriaco[13].
- 2005 Feldkircher Lyrikpreis/Premio di Feldkirch per la Poesia (quarto)[14].
- 2004 La Catalana de Lletres 2004 (Barcellona): Menzione e pubblicazione nell'antologia[15].
- 1988 Erster Österreichischer Jugendpreis/Premio Letterario per la Gioventù per il romanzo Nils[16].

## Opera

### Libri
- Ohne Gummi; narrativa, Arovell Verlag, Gosau-Vienna-Salisburgo 2013, ISBN 978-3-902808-36-3.
- Andorra, saggio inglese, Vienna 2012, iBooks, ISBN 978-3-9503381-0-2.
- Dort und anderswo; saggi, Mitterverlag, Wels 2011, ISBN 978-3-9502828-9-4.
- Andorranische Impressionen; saggio, Wieser Verlag, Klagenfurt 2011, ISBN 978-3-85129-934-2.
- wieso der Mückenschwarm dein Augenlicht umtanzt; poesia tedesca, Edition Art Science, St. Wolfgang 2011, ISBN 978-3-902157-88-1.
- Vermells; poesia catalana, SetzeVents Editorial, Urús 2009, ISBN 978-84-92555-10-9.
- Hominide; narrazione, FZA Verlag, Vienna 2008, ISBN 978-3-9502299-7-4.
- Auf der Kippe; prosa corta, Arovell Verlag, Gosau 2008, ISBN 978-3-902547-67-5.
- Lose; racconti, Edition Nove, Neckenmarkt 2007, ISBN 978-3-85251-197-9.

### Contributi antologistici
- Träume; prosa, in: Junge Literatur aus Österreich 85/86, Österreichischer Bundesverlag, Vienna 1986, ISBN 3-215-06096-5
- Heimfahrt; racconto, in: Ohnmacht Kind, Boesskraut & Bernardi, Vienna 1994, ISBN 3-7004-0660-6
- Island; poesia, in: Vom Wort zum Buch, Edition Doppelpunkt, Vienna 1997, ISBN 3-85273-056-2
- Abflug; racconto, in: Gedanken-Brücken, Edition Doppelpunkt, Vienna 2000, ISBN 3-85273-102-X
- Das Begräbnis; racconto, in: Kaleidoskop, Edition Atelier, Vienna 2005, ISBN 3-902498-01-3
- El perquè de tot plegat; poesia, in: La Catalana de Lletres 2004, Cossetània Edicions, Barcellona 2005, ISBN 84-9791-098-2
- Weinprobe; racconto, in: Das Mädchen aus dem Wald, Lerato-Verlag, Oschersleben (RFT) 2006, ISBN 3-938882-14-X
- Routiniert; racconto, in: Sexlibris, Schreiblust Verlag, Dortmund 2007, ISBN 978-3-9808278-1-2
- Die Stadt und das Meer; saggio, in: Reisenotizen, FAZ Verlag, Vienna 2007, ISBN 978-3-9502299-4-3